# Tempo doeloe
Tempo doeloe is het in 1983 verschenen tweede album van de Nederlandse muziekgroep Het Goede Doel.
De plaat werd wisselend ontvangen; fans van de band vonden het album beter dan het vorige; de critici vonden het minder. De teksten zijn soms wat geforceerd om de rijm. Het album haalde nog wel goud, maar zou het succes van eersteling België niet evenaren.
Het album verscheen op elpee bij CNR Records in een tijdperk dat de compact disc in opkomst was. De verkoopprijs daarvan bedroeg toen ca. 40  gulden. Dat medium zag CNR Records, net als andere platenlabels niet direct zitten. De band verliet echter CNR Records en verhuisde naar Polydor, gelieerd aan Philips, de mede-ontwerper van de cd. In 1987 gaf deze maatschappij alsnog een cd-versie uit van het album. 

## Musici
Het Goede Doel bestond uit:
- Henk Temming – zang, toetsinstrumenten
- Henk Westbroek – zang
- Sander van Herk – gitaar, gitaarsynthesizer
- Ronald Jongeneel – synthesizers
- Stephan Wienjus – basgitaar (fret en fretloos)
- Ab Tamboer - drums, tama drums, marimba, xylofoon, vibrafoon, elektronische drums, percussie

## Composities
Allen van Henk en Henk, behalve waar vermeld.

| Nr. | Titel                                            | Duur |
| --- | ------------------------------------------------ | ---- |
| 1.  | Eenvoud                                          | 3:30 |
| 2.  | Brood en spelen                                  | 4:05 |
| 3.  | Tolerantie (Temming, Westbroek en Jan Burggraaf) | 4:07 |
| 4.  | Ergens ben ik nergens                            | 4:07 |
| 5.  | Geboren voor het geluk                           | 5:30 |
| 6.  | Tempo doeloe                                     | 5:15 |
| 7.  | Blij dat ik je weer zie                          | 6:20 |
| 8.  | Babies                                           | 4:02 |
| 9.  | De plaat sloeg af en het gesprek viel stil       | 6:07 |

## Hitnotering
| "Tempo doeloe" in de Nederlandse Album Top 100 - binnen: 24-12-1983 | "Tempo doeloe" in de Nederlandse Album Top 100 - binnen: 24-12-1983 | "Tempo doeloe" in de Nederlandse Album Top 100 - binnen: 24-12-1983 | "Tempo doeloe" in de Nederlandse Album Top 100 - binnen: 24-12-1983 | "Tempo doeloe" in de Nederlandse Album Top 100 - binnen: 24-12-1983 | "Tempo doeloe" in de Nederlandse Album Top 100 - binnen: 24-12-1983 | "Tempo doeloe" in de Nederlandse Album Top 100 - binnen: 24-12-1983 | "Tempo doeloe" in de Nederlandse Album Top 100 - binnen: 24-12-1983 | "Tempo doeloe" in de Nederlandse Album Top 100 - binnen: 24-12-1983 | "Tempo doeloe" in de Nederlandse Album Top 100 - binnen: 24-12-1983 | "Tempo doeloe" in de Nederlandse Album Top 100 - binnen: 24-12-1983 | "Tempo doeloe" in de Nederlandse Album Top 100 - binnen: 24-12-1983 | "Tempo doeloe" in de Nederlandse Album Top 100 - binnen: 24-12-1983 |
| Week                                                                | 01                                                                  | 02                                                                  | 03                                                                  | 04                                                                  | 05                                                                  | 06                                                                  | 07                                                                  | 08                                                                  | 09                                                                  | 10                                                                  | 11                                                                  |                                                                     |
| ------------------------------------------------------------------- | ------------------------------------------------------------------- | ------------------------------------------------------------------- | ------------------------------------------------------------------- | ------------------------------------------------------------------- | ------------------------------------------------------------------- | ------------------------------------------------------------------- | ------------------------------------------------------------------- | ------------------------------------------------------------------- | ------------------------------------------------------------------- | ------------------------------------------------------------------- | ------------------------------------------------------------------- | ------------------------------------------------------------------- |
| Nummer                                                              | 20                                                                  | 11                                                                  | 9                                                                   | 8                                                                   | 6                                                                   | 6                                                                   | 13                                                                  | 13                                                                  | 20                                                                  | 28                                                                  | 44                                                                  | uit                                                                 |